# Tiptopf

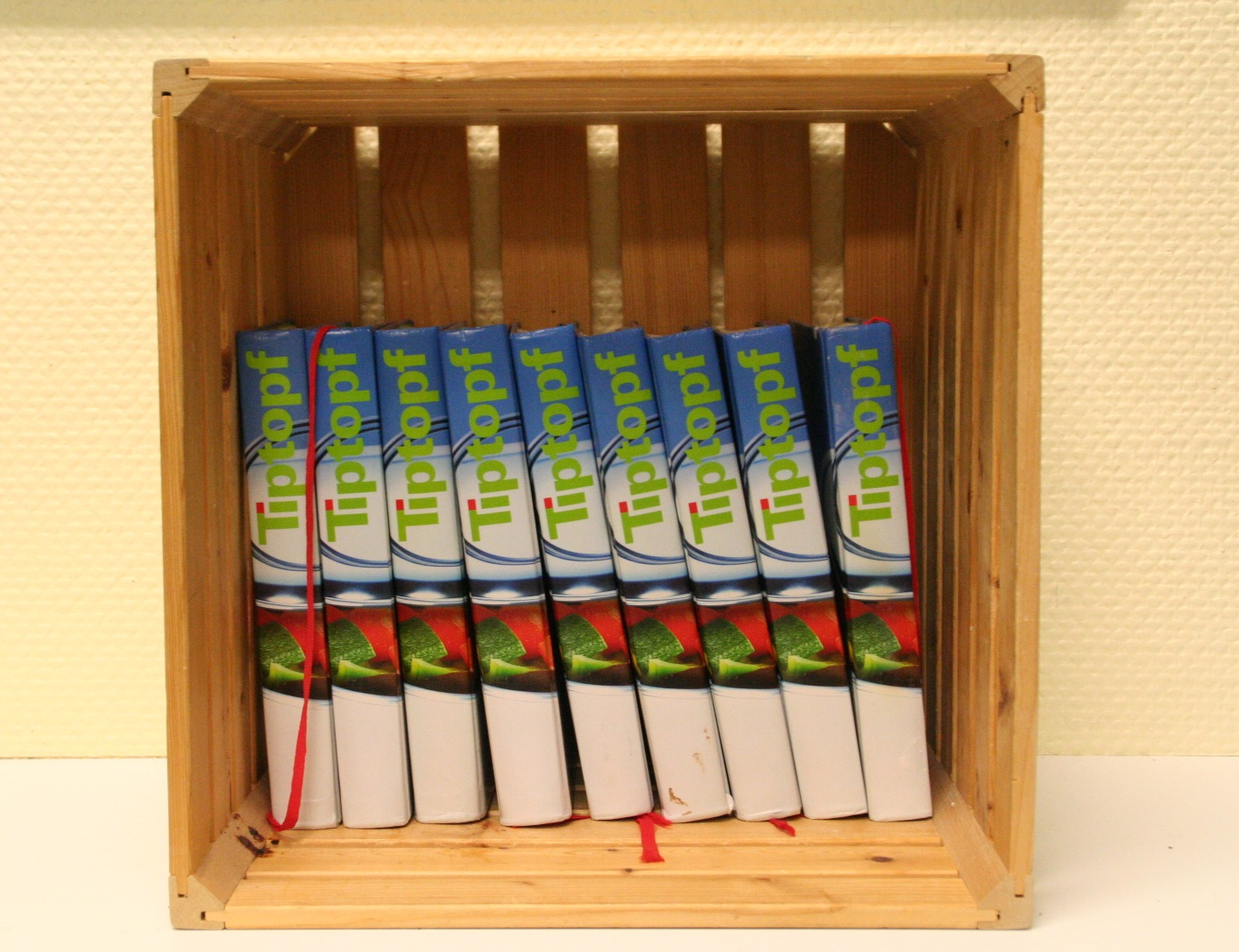
Tiptopf in einer Kochschule

Tiptopf ist ein Kochbuch, das für den Hauswirtschaftunterricht in der Schweiz entwickelt wurde.
Im März 2023 soll eine neue, überarbeitete Ausgabe von Tiptopf erscheinen. Die erste Ausgabe erschien 1986 im schweizerischen Schulverlag, 2022 der 31. unveränderte Nachdruck der Totalrevision von 2008. Im September 2011 wurde das zweimillionste Exemplar ausgeliefert. Damit ist «Tiptopf» das meistverkaufte Lehrmittel der Schweiz. Das Buch wurde von wechselnden Autorinnen verfasst.
Tiptopf enthält auf über 400 Seiten neben Kochrezepten zahlreiche Tipps zum Kochen und Backen sowie Hinweise zu Menüplanung und Ernährungslehre in leicht verständlicher Form.
Neben Tiptopf, das für den Schulunterricht entwickelt wurde, gibt es im gleichen Verlag «Der andere Tiptopf», ein Kochbuch für die Privatküche. Seit 2019 gibt es «Greentopf» mit über 200 vegetarischen und veganen Rezepten.

## Ausgaben
- Überarbeitete Ausgabe 2023, 1. Auflage, März 2023, ISBN 978-3-292-00959-3[1]
- 31. unveränderter Nachdruck 2022 der 18. Auflage 2008, ISBN 978-3-292-00481-9[3]
- 22. Auflage 2011, Ausgabe 2010[6]